# Marlon Roudette
Marlon Roudette (Londra, 5 gennaio 1982) è un cantautore britannico.
È stato uno dei due membri, insieme a Preetesh Hirji, dei Mattafix, per poi iniziare una carriera da solista culminata col singolo New Age.

## Biografia
È nato a Londra ed è il figlio di Cameron McVey, un produttore musicale britannico, e Vonnie Roudette, una designer e artista di Saint Vincent e Grenadine. Da bambino si trasferisce con la madre e la sorella a Saint Vincent, dove ha iniziato la sua carriera musicale, e torna a Londra quando ha 17 anni. Marlon è il figliastro di Neneh Cherry.

## Stile musicale
La sua musica è ispirata da musicisti come Gregory Isaacs e Massive Attack, oltre che da Sam Cooke, Aretha Franklin e Sade Adu. Descrive la sua musica come un mix di pop e reggae.

## Carriera

### 2011: Matter Fixed
Il 17 luglio 2011 pubblica Brotherhood of the Broken per il download gratuito come singolo promozionale dal suo album di debutto. Il 20 luglio viene pubblicato New Age, come primo singolo estratto dall'album; in agosto New Age è disponibile su iTunes Store. Il singolo ha raggiunto la prima posizione in classifica in Germania, Austria e Svizzera. Il suo album di debutto Matter Fixed è stato pubblicato il 2 settembre, in Austria, Belgio, Slovacchia, Danimarca, Repubblica Ceca, Germania, Russia, Svezia e Svizzera. Il 23 gennaio 2012 è disponibile in Francia e nel resto d'Europa. Il 20 gennaio esce Anti Hero (Brave New World), disponibile su iTunes in Germania.
L'11 febbraio 2015 è ospite durante la seconda serata del 65º Festival di Sanremo condotto da Carlo Conti esibendosi con il suo grande successo When the Beat Drops Out.

## Discografia

### Album
- 2011 - Matter Fixed
- 2014 - Electric Soul

### Singoli
- 2011 - New Age
- 2012 - Anti Hero (Brave New World)
- 2014 - When the Beat Drops Out